# فرودگاه سانگام نی
فرودگاه سانگام نی (به انگلیسی: Sungam Ni Airport) یک فرودگاه نظامی است . این فرودگاه در کشور کره شمالی قرار دارد و در ارتفاع ۲۸ متری از سطح دریا واقع شده است.